# 旭國斗雄
旭國 斗雄（あさひくに ますお、1947年4月25日 - 2024年10月22日）は、北海道上川郡愛別町出身で立浪部屋に所属した元大相撲力士。本名は太田 武雄（おおた たけお）。最高位は東大関。現役時代の体格は身長174cm、体重118kg、血液型はB型。
小柄だがしぶとく闘志溢れる取り口で「ピラニア」の異名を持つ一方、理路整然とした取り口の分析談から「相撲博士」の異名でも知られていた。引退後は長く年寄・大島として大島部屋を経営し、日本相撲協会の理事として巡業部長も務めた。

## 来歴

### 入門から大関昇進まで
農家の三男として生まれる。幼い頃からスポーツが得意で、中学校時代は野球をしていた。3年生の時に人数不足から相撲部の助っ人として大会に出場し優勝。大島親方（元前頭19枚目・若浪）を紹介され1962年、立浪部屋に入門した。床山の新弟子と間違われたほど小柄だったため新弟子検査では4場所続けて不合格になり諦めかけたが、兄弟子や親方に励まされてもう1度受けることを決意。少しでも身長の計測で有利になるようにと兄弟子に頼んで頭を殴ってもらい瘤を作り、床山に頼んで髪を持ち上げてもらい検査を受けた。幸運にもその時（1963年7月場所）の検査を担当したのが師匠の立浪親方（元横綱・羽黒山）だったため御目溢しで合格の判を押してもらえた。四股名である旭國は、かつて立浪部屋の力士であった同じ北海道出身の旭國（旭川市出身）の名を継いだもので二代目である。
新弟子時代は同部屋の所属力士が約60人もおり、早起きしなければ土俵での稽古が満足に積めなかった。黒姫山も早起きであったので、どちらが朝稽古の1番乗りになるか競争していた。大部屋なので兄弟子のいじめもあり、早く出世しないといじめによって壊される恐れもあったので一生懸命稽古に励んだ。辛くなって辞めたくても、廃業したら母親が悲しむと思って我慢していた。一方で弟弟子の黒姫山の証言によると、旭國はやはり見習い期間が長かったため、新弟子検査合格から半年程度で髷を結い始め、その頃から部屋の幕下とも対等に口を利いていたという。
旭國は幕下時代に盲腸の手術を受けたが、傷が癒える前に稽古を始めてしまい、しかも大酒を飲んだことがたたって膵臓を患い苦しませられた。この膵臓炎は結果として「現役時代に10数回入院し、最長で28日間絶食」という苦しい経験をもたらす程に大きな障害となった。膵炎の原因は若浪の付き人を務めていた頃に酒を飲み過ぎたことにあり、若浪自身もそれを後年述懐していた。1969年7月場所に新入幕。しかし1970年3月場所を急性胆嚢炎で13日目から途中休場し、翌5月場所は9勝6敗と勝ち越すも7月場所は4勝11敗と大負けして十両へ陥落する。1971年11月場所に再入幕したが、翌年の1972年1月場所は膵臓炎で初日不戦敗の後、休場してしまい再度十両へ陥落した。同年5月場所に再々入幕してからようやく幕内に定着することになる。
小結だった1975年3月場所は、膵臓炎で入院し初日から休場したが点滴が終わると病院を抜け出して稽古をしていた。医師には「こんな体で相撲取ったら死ぬぞ。」と警告されても「土俵で死ねれば力士の本望」と10日目から出場して4勝2敗。背骨の両脇に上下に並ぶ鍼の跡と絆創膏が大きく目立った。翌7月場所で11勝4敗の好成績を挙げて1場所で小結に復帰してからは三役に定着していき、関脇の地位で迎えた1976年1月場所は12勝3敗、大関獲りとなる3月場所は初日から白星を並べていき13勝2敗の好成績で横綱・輪島との優勝決定戦に出場、敗れはしたが大関に昇進した。28歳11ヶ月での大関昇進は、年6場所制が定着した1958年1月場所以降初土俵の力士では、当時最年長であった（現在は琴光喜が記録を保持）。実際に大関昇進が確定したのは、この場所13日目の北の湖戦で11勝目を挙げた一番で、右上手を取って頭を付けた旭國に対して北の湖が右から小手に振るところを左外掛けで防ぎ、渾身の力で寄り切った相撲内容だった。立浪部屋からは若羽黒以来17年ぶりの大関。

### 大関時代
大関になってからも旭國は膵臓炎の影響で満足な成績を出せる場所は多くなかったが、1977年9月場所は誰もが驚く絶好調、連戦連勝で横綱・北の湖と優勝争いの先頭を並走、直接対決には敗れ優勝はできなかった（北の湖は全勝優勝した）が、堂々の14勝1敗。綱獲りとなった11月場所は8勝7敗に終わり、横綱昇進は果たせなかった。
旭國は、平幕など下位の相手には技量・力量を見せつけ、比較的勝ち星を量産できたものの横綱・大関との対戦になる場所後半に負け込むことがほとんどだった。横綱との対戦でとりわけ苦手にしていたのは輪島であり、対戦成績は旭國の4勝31敗(決定戦含む)と大きく差をつけられた。大関昇進を決めた1976年3月場所でも、本割・優勝決定戦の両方で輪島に敗戦した。北の湖との対戦も7勝27敗。なおこの7勝のうち、6勝は大関昇進前の勝ち星であり、昇進以降は1977年5月場所に一度勝利したのみで全く勝てなくなった。前述の通り、旭國は大関在位中に千秋楽まで優勝を争った場所でも、北の湖に負けたことで優勝を逃した。その他、大関の貴ノ花にも分が悪く、通算で11勝26敗だった（不戦敗を含む。両者が大関同士での対戦成績は4勝13敗）。
それでも、持病の膵臓炎で度々入院治療を続けながら1978年3月場所7日目、魁傑との取組で4分26秒の大相撲で水入りしてさらに3分25秒経過でも全く勝負がつかず再水入り。両者に休憩時間を与える為に当日の結びの一番（北の湖 - 青葉山戦）を先に行い、10分後改めて取り直しとなった。その取り直しの一番も、三度目の水入りとなる寸前の2分33秒で掬い投げで敗れはしたものの、合計10分19秒の大熱戦で、場所前に退院したばかりの旭國にとっては正に「土俵上で死ねたら本望」の言葉通りの相撲であった。この相撲は、打ち出しが18時25分に達し、NHKの相撲放送延長の新記録となっている。
1979年9月場所7日目に同期生である新横綱・三重ノ海との対戦で負傷して途中休場後、再起は難しいと考えて引退した。旭國は現役引退に際し、「一度は優勝したかった」と名残惜しそうに述べていた。引退会見は「これからウンと体の大きな力士を育てたい」という小兵故の無念を込めたコメントで締めくくった。

### 年寄時代
現役引退後は年寄・2代大島を襲名、1980年1月に分家独立して大島部屋を開設した。その後は第63代横綱旭富士を筆頭に、関脇旭天鵬・小結旭道山・同旭豊・同旭鷲山・幕内旭豪山・同旭里・同旭南海・同旭秀鵬・十両旭日松（友綱部屋移籍後に入幕）らを育てた。所属力士の大半に、自身の現役時の四股名に因んで、「旭」で始まる四股名をつけていた。これは自身及び所属力士全員が友綱部屋に移籍（後述）して以降も同様であり、旭天鵬・旭秀鵬をはじめとする旧大島部屋から友綱部屋に移籍した力士は全員、旧大島部屋在籍時の四股名を名乗り続けた。
1992年、当時外国出身力士の入門を自粛する方向にあったにもかかわらず、解雇も辞さない覚悟をもって、モンゴルから6人の新弟子をスカウトした。その内5人（旭天山以外の全員）は厳しい稽古や慣れない日本文化を苦にして、7月場所後にモンゴル大使館に逃げ込み、最終的に旭天鵬及び旭鷲山は翻意し帰参したものの、他の3人（旭鷹・旭雪山・旭獅子）はそのままモンゴルに帰国してしまった。部屋に留まった3人はその後、旭鷲山がモンゴル人初の十両・幕内・三役力士となり2006年11月場所まで現役を続行、幕下・旭天山も2007年11月場所まで、そして旭天鵬は2015年7月場所までと、後のモンゴル人力士の時代を築いたパイオニアとして長く現役を続行した。部屋の稽古は厳しく、場所中も何番も相撲を取らせるなどの指導で知られた。旭天鵬は後に「他の部屋はやっていないのに何でと思った。でも、それがその後に生きた」と語った。気さくな一方で、弟子の旭鷲山が悪天候で飛行機が飛ばなかった都合で再来日が遅れて稽古を欠席した時には「髷を切れ」と本気で髷をハサミで切らんばかりの勢いで激怒した。
1998年から2010年まで6期12年の間、日本相撲協会理事を務めた。この相撲協会理事の選挙は10人の改選を5つある一門ごとに理事候補を調整して無投票で決定することが慣例であったところ、2010年2月の選挙では貴乃花親方が立候補したため4期（8年）ぶりに10人の理事を11人で争う形になったが、評議員の投票の結果8票で落選した。その後は役員待遇委員であったが、大相撲八百長問題で弟子の旭南海が関与したことを受け、2011年4月1日付で委員に降格した。

### 停年退職後
2012年4月の停年退職後は、大島部屋を旭天鵬に継承させる予定とされていたが旭天鵬自身が「もう少し（現役を）続けたい」と現役続行の意思を固めたことから3月場所後に停年を迎えた後、大島部屋を一旦閉鎖し、所属力士は全て友綱部屋へ移籍する形を採ることとなった。そのため大島部屋は、自身が同年4月24日付で停年退職するのと同時に消滅した。定年直後の5月場所では、友綱部屋に移籍した旭天鵬が西前頭7枚目の地位で、37歳の高齢ながらも初の幕内優勝を果たす。なお旭天鵬の優勝パレードには、自身もオープンカーの助手席に同乗（優勝旗手は同じ立浪一門で宮城野部屋の第69代横綱・白鵬が務めた。）。元愛弟子の平幕優勝達成に「引退すると迷ったこともあったが、もう一回やる気持ちになってくれてよかった」と手放しで喜んでいた。2016年5月に行われた旭天鵬の引退相撲にも姿を見せ、元師匠として髷に鋏を入れた後にそのまま土俵上に残り、自身の停年後に旭天鵬の師匠となった友綱の止め鋏を見届け、その後で旭天鵬・友綱と並んで四方への挨拶も行った。なお、旭天鵬は引退後すぐは大島部屋の再興はせず、移籍先の師匠であった魁輝薫秀の停年を受けて友綱部屋を継承していたが、2022年2月1日付で名跡交換を経て友綱部屋から名称変更する形で大島部屋を再興した。
関係者の話では、最晩年は糖尿病の影響で両足が壊疽の状態であったとされている。死去する1ヶ月前は弟子の顔を思い出せない状態であったと伝わるが、旭鷲山が面会に訪れると泣いて喜んでいた。
2024年10月22日、東京都墨田区の自宅で死去した。77歳没。
23日に行われた家族葬には弟子の伊勢ヶ濱（元横綱・旭富士）、大島(元関脇・旭天鵬)、一門の宮城野（元横綱・白鵬）、一門外からは音羽山（元横綱・鶴竜）と、弟子やモンゴル出身者を中心に錚々たるメンバーが弔問者として参列し、大島は「モンゴル人力士が何十年もいるのは親方のおかげ」と元旭國の功績を称えた。元小結・旭道山「モンゴルは社会主義が崩壊したばかり。一般教育、思想教育、日本語教育…。大変だったと思います」と当時の親方としての努力を労い、次男で部屋の元幕下・旭照天は「この半年は苦しかったと思う」と明かしていた。

## 逸話
- 1977年3月場所では、若三杉（後の横綱・2代若乃花）が大関に昇進したことに伴い、珍しい5大関となったことからファンサービスの一環で初日に大関同士の取り組みが組まれ、旭國も初日に同じ大関の貴ノ花と対戦するという非常に珍しい経験をした[24]。
- 闘魂という言葉を好み、四股名の下の「斗雄」も闘魂（斗魂、鬦魂）から付け、化粧廻しも「斗魂」を染め抜いたものを好んで用いた。しつこく食い下がる取り口から、「ピラニア」、研究熱心で内無双、とったりなどの巧みな技を使うことから「相撲博士」の異名があった[5][6]。腕が短く、相手の廻しを取ることが困難なことから編み出されたとったりは旭國の得意技であり、旭國が現役であった頃はとったりを持ち技とする力士は珍しかった[5][25]。
- 旭國の二人の実子（長男・智雄及び次男・國宏）も少年期にわんぱく相撲などで活躍し、中学校卒業後に大島部屋に入門、智雄は旭萌天（当初は旭硫宝）を、國宏は旭照天（当初は旭聖天）を、それぞれの四股名として土俵に上がったが共に負傷が多く、旭萌天は最高位三段目で1999年11月場所限りで引退、旭照天も幕下と三段目の往復が続き、2011年1月場所限りで同じ二世力士である元三段目・玉光（元小結・大潮の長男）と共に引退した。
- 現役時代、旭國のライバルだった二子山親方（元大関・貴ノ花）とは親友であった。2005年5月の二子山親方の通夜の席では、子息の貴乃花親方（元横綱・貴乃花）のことで生前二子山が悩んでいたことを打ち明けた。
- 1978年、四股名の縁（→アサヒビール）で、麒麟児（→キリンビール）及び、歌手の加山雄三と共にサントリー・純生ビールのテレビCMに出演した[26]。ライバル社に通じる四股名を持つ二人が、サントリービールを持つ加山を「あんたが主役」と持ち上げる趣向である。
- 2016年3月場所に尾車部屋から初土俵を踏み、同年7月場所に朝日山部屋に移籍して2018年5月場所限りで引退した朝日丸は当初、「朝日国」と名乗っていたが同じ発音の元大関の存在に気付いたため、同年9月場所から朝日丸に改名した。

## 主な成績
- 通算成績：635勝479敗72休　勝率.570
- 幕内成績：418勝330敗57休　勝率.559
- 大関成績：168勝122敗20休　勝率.579
- 現役在位：98場所
- 幕内在位：54場所
- 大関在位：21場所
- 三役在位：9場所（関脇6場所、小結3場所）
- 三賞：7回
  - 技能賞：6回 （1972年9月場所、1974年3月場所、1975年5月場所、1975年7月場所、1975年9月場所、1976年3月場所）[2]
  - 敢闘賞：1回 （1976年1月場所）
- 金星：2個（北の富士1個、琴櫻1個）
- 各段優勝
  - 十両優勝：1回 （1971年9月場所）
  - 幕下優勝：1回 （1967年3月場所）

### 場所別成績
| | 一月場所 初場所（東京） | 三月場所 春場所（大阪） | 五月場所 夏場所（東京） | 七月場所 名古屋場所（愛知） | 九月場所 秋場所（東京） | 十一月場所 九州場所（福岡） |
| --- | ----------------------- | ----------------------- | ----------------------- | --------------------------- | ----------------------- | --------------------------- |
| 1963年 （昭和38年） | x                       | x                       | x                       | （前相撲）                  | 西序ノ口11枚目 6–1      | 西序二段38枚目 6–1          |
| 1964年 （昭和39年） | 西三段目84枚目 5–2      | 西三段目53枚目 5–2      | 東三段目25枚目 5–2      | 東幕下93枚目 4–3            | 西幕下81枚目 2–5        | 西三段目6枚目 4–3           |
| 1965年 （昭和40年） | 東幕下90枚目 4–3        | 西幕下78枚目 3–4        | 西幕下87枚目 1–6        | 東三段目21枚目 4–3          | 東三段目9枚目 5–2       | 東幕下79枚目 5–2            |
| 1966年 （昭和41年） | 東幕下66枚目 4–3        | 東幕下60枚目 4–3        | 東幕下55枚目 2–5        | 西幕下73枚目 4–3            | 西幕下63枚目 5–2        | 西幕下44枚目 3–4            |
| 1967年 （昭和42年） | 西幕下50枚目 4–3        | 西幕下39枚目 優勝 7–0   | 東幕下11枚目 3–4        | 西幕下13枚目 2–5            | 東幕下26枚目 5–2        | 西幕下12枚目 4–3            |
| 1968年 （昭和43年） | 西幕下9枚目 3–4         | 西幕下11枚目 4–3        | 東幕下8枚目 5–2         | 東幕下2枚目 2–5             | 東幕下11枚目 4–3        | 東幕下6枚目 5–2             |
| 1969年 （昭和44年） | 西幕下3枚目 5–2         | 西十両13枚目 10–5       | 西十両5枚目 11–4        | 東前頭11枚目 7–8            | 西前頭12枚目 8–7        | 東前頭6枚目 6–9             |
| 1970年 （昭和45年） | 西前頭11枚目 8–7        | 東前頭9枚目 6–7–2       | 東前頭13枚目 9–6        | 西前頭6枚目 4–11            | 東十両筆頭 8–7          | 西十両筆頭 休場 0–0–15      |
| 1971年 （昭和46年） | 東十両10枚目 8–7        | 東十両9枚目 7–8         | 西十両10枚目 9–6        | 東十両5枚目 8–7             | 東十両3枚目 優勝 12–3   | 東前頭10枚目 8–7            |
| 1972年 （昭和47年） | 西前頭4枚目 0–1–14      | 東十両筆頭 10–5         | 西前頭10枚目 8–7        | 西前頭7枚目 9–6             | 西前頭3枚目 10–5 技     | 西関脇 4–11                 |
| 1973年 （昭和48年） | 東前頭5枚目 8–7         | 西前頭筆頭 8–7          | 東前頭筆頭 6–9          | 西前頭3枚目 8–7             | 西関脇 0–3–12           | 東前頭8枚目 9–6             |
| 1974年 （昭和49年） | 西前頭2枚目 4–11        | 西前頭9枚目 11–4 技     | 西前頭筆頭 9–6 ★        | 東前頭筆頭 8–7 ★            | 西小結 7–8              | 西前頭筆頭 7–8              |
| 1975年 （昭和50年） | 西前頭2枚目 10–5        | 西小結 4–2–9            | 東前頭4枚目 11–4 技     | 東小結 11–4 技              | 西関脇 9–6 技           | 西関脇 8–7                  |
| 1976年 （昭和51年） | 東関脇 12–3 敢          | 東関脇 13–2 技          | 東大関 9–6              | 西大関 9–6                  | 西大関 10–5             | 西大関 10–5                 |
| 1977年 （昭和52年） | 東大関 0–3–12           | 東張出大関2 9–6         | 東張出大関 9–6          | 東張出大関 9–6              | 西大関 14–1             | 東大関 8–7                  |
| 1978年 （昭和53年） | 西張出大関 10–5         | 東張出大関 10–5         | 西大関 8–7              | 西大関 9–6                  | 西大関 3–12             | 西張出大関 9–6              |
| 1979年 （昭和54年） | 西張出大関 9–6          | 西張出大関 3–6–6        | 西張出大関 8–7          | 西張出大関 8–7              | 西大関 引退 4–4–2       | x                           |
| 各欄の数字は、「勝ち-負け-休場」を示す。 優勝 引退 休場 十両 幕下 三賞：敢=敢闘賞、殊=殊勲賞、技=技能賞 その他：★=金星 番付階級：幕内 - 十両 - 幕下 - 三段目 - 序二段 - 序ノ口 幕内序列：横綱 - 大関 - 関脇 - 小結 - 前頭（「#数字」は各位内の序列） |                         |                         |                         |                             |                         |                             |

### 幕内対戦成績
| 力士名     | 勝数 | 負数 | 力士名 | 勝数 | 負数 | 力士名         | 勝数  | 負数 | 力士名   | 勝数 | 負数  |
| ---------- | ---- | ---- | ------ | ---- | ---- | -------------- | ----- | ---- | -------- | ---- | ----- |
| 青葉城     | 7    | 2    | 青葉山 | 5    | 1    | 朝汐           | 0     | 1(1) | 浅瀬川   | 1    | 4     |
| 朝登       | 2    | 1    | 天ノ山 | 2    | 0    | 嵐山           | 1     | 0    | 荒勢     | 23   | 5     |
| 巌虎       | 1    | 0    | 大潮   | 3    | 3    | 巨砲           | 0     | 1    | 大錦     | 3    | 0     |
| 大鷲       | 1    | 0    | 魁輝   | 0    | 4    | 魁傑           | 16    | 14   | 魁罡     | 2    | 1     |
| 海乃山     | 2    | 2    | 北瀬海 | 7    | 4    | 北の湖         | 7     | 27   | 北の富士 | 1    | 3     |
| 清國       | 1(1) | 4    | 麒麟児 | 11   | 6    | 蔵間           | 6     | 2    | 黒瀬川   | 1    | 0     |
| 高鉄山     | 6    | 4    | 琴風   | 8    | 0    | 琴ヶ嶽         | 1     | 0    | 琴櫻     | 1    | 5     |
| 金剛       | 11   | 4    | 蔵玉錦 | 0    | 1(1) | 白田山         | 1     | 0    | 大旺     | 1    | 0     |
| 大峩       | 3    | 7    | 大麒麟 | 5    | 4    | 大受           | 8     | 8    | 大雪     | 2    | 2     |
| 大雄       | 1    | 3    | 大竜川 | 2    | 2    | 隆の里         | 4     | 0    | 貴ノ花   | 11   | 26(1) |
| 高見山     | 16   | 10   | 谷嵐   | 1    | 0    | 玉輝山         | 3     | 2    | 玉ノ富士 | 11   | 6(1)  |
| 千代の富士 | 1    | 1    | 照櫻   | 1    | 0    | 出羽の花       | 1     | 1    | 天龍     | 3    | 1     |
| 時葉山     | 4    | 4    | 栃赤城 | 2    | 4    | 栃東           | 9(1)  | 4    | 栃勇     | 4    | 1     |
| 栃王山     | 0    | 2    | 栃光   | 14   | 4    | 栃富士         | 1     | 0    | 長谷川   | 7    | 6     |
| 花光       | 1    | 3    | 播竜山 | 2    | 1    | 福の花         | 4     | 5    | 富士櫻   | 18   | 4     |
| 藤ノ川     | 1    | 1    | 二子岳 | 8    | 3(1) | 双津竜         | 1     | 1    | 前の山   | 3    | 4     |
| 増位山     | 19   | 8    | 舛田山 | 1    | 0    | 三重ノ海       | 16(1) | 20   | 三杉磯   | 1    | 1     |
| 明武谷     | 3(1) | 0    | 陸奥嵐 | 5    | 5    | 豊山           | 16    | 2    | 吉王山   | 4    | 2     |
| 吉の谷     | 1    | 0    | 義ノ花 | 2    | 0    | 琉王           | 6     | 5(1) | 龍虎     | 6    | 4     |
| 若獅子     | 4    | 4    | 若ノ海 | 5    | 3    | 若乃花(若三杉) | 15    | 14   | 若二瀬   | 6    | 2     |
| 輪島       | 4    | 30*  | 鷲羽山 | 9    | 4    |                |       |      |          |      |       |

- 他に優勝決定戦で輪島に1敗がある。

## CM出演
- サントリー純生「相撲甚句 あんたが主役」篇、「俺、サントリー」篇 (1978年) - 加山雄三、麒麟児と共演[36]